# Hatao
hatao（はたお、1978年11月21日 - ）は、日本のケルトの笛演奏家、講師、日本初のティン・ホイッスル教則本の著者である。本名は畑山智明（はたけやま ともあき）。ケルト圏の伝統音楽（アイルランド音楽、スコットランド音楽など）の専門家であり、アイリッシュ・フルート、ティン・ホイッスルや北欧の笛（セックピーパ、柳の笛、モンマルカピーパ、オスピパ、シーフルート）等を演奏する。無類の笛好きを自称しており、趣味としてリコーダー、篠笛、オカリナなども演奏する。笛好きが高じて2006年から2011年に世界各地の笛に出会い学ぶイベント「万笛(ばんてき)博覧会」を主催した。

## 経歴
北海道旭川市生まれ、和歌山県田辺市本宮町在住。立命館大学在学中にティン・ホイッスル、アイリッシュ・フルートに出会った。アイルランドやスコットランドなどのケルト圏へ長期旅行をしながら、複数の現地演奏家に指導を受けた。指導を受けた主な演奏家は下記の通り。
- Chris Norman (カナダ)
- Jean-Michel Veillon (フランス・ブルターニュ)
- Eamonn Cotter (アイルランド)
- Paul McGrattan (同上)
- Harry Bradley (同上)

2008年、日本初となるティン・ホイッスルの教則本を発売。楽器の紹介、アイルランド音楽の基礎知識、演奏方法などが記されており、独学が出来るよう構成されているは2016年現在まで7版を重ねる。
2010年、神吉良輔監督のドキュメンタリー作品『生きていく』の音楽を担当。同年より、毎年台湾での公演を行った。
2011年1月、台北市の楽器店にてティン・ホイッスルのレッスンを行った。翌年も同楽器店にてレッスンを開講。5月、初のソロ・アルバムとなる『縁 -enishi-』をリリース。オリジナル曲を中心とした全12トラック収録。上原奈未 (Shanachie) を始め、国内外の演奏家と共演する。付属のブックレットには、先に指導者として名前の挙がったChris Norman(フルート奏者)からコメントが寄せられ、演奏家として高く評価されている。7月、フランスブルターニュ地方で初の欧州公演を行う。同月、中国北京においても公演を行う。
2012年頃より、活動の中心を上原奈未(ピアノ、アイリッシュハープ)とのデュオに据える。8月、北京現代音楽修学院にて講義を行う。
2013年、ティン･ホイッスル奏者を増やす目的で、1万冊のCD付きの教則冊子『ティン・ホイッスルを吹こう！』の無料配布を開始。また、同誌の台湾中国語版を販売開始。デンマーク、スウェーデンで公演。
2017年、BSジャパンのテレビ番組「おんがく交差点」に出演。MCは春風亭小朝、大谷康子。
2018年、ケルト伝統音楽の専門店「ケルトの笛屋さん」の実店舗を京都に開く。森山直太朗のCD「822」にティン・ホイッスルで参加。北海道の製菓メーカー ロイズコンフェクトのチョコレート「ポートシャーロット」のCＭ音楽の作曲・演奏を担当。

## 活動内容
ケルトの笛の演奏、教育、普及の3つを柱として活動を続けている。
- 演奏活動

関西を活動拠点とする。日本各地で行政イベント、コンサートホール、飲食店でのレギュラー出演などの活動を行い、フランス、韓国、中国、台湾など、海外でもコンサートを行う。ソロ及びバンドによる作品の他に、他者のアルバムへのゲスト出演、ドキュメンタリー作品の音楽担当、PCゲーム音楽の演奏、演劇の楽曲提供などを行う。
- 教育活動

日本各地、台湾、北京、ソウルにて、ティン・ホイッスルなどケルトの笛レッスンを行う。。
- 普及活動

ケルトの笛文化を広めることを目的としたオンラインショップ「ケルトの笛屋さん」にて、自身がメーカーや製作者から輸入した楽器、CD、書籍等の販売を行っている。また、ドイツのColin Goldie Whistle、アメリカのMichael Burke Penny Whistle Companyの代理店業務を行う。2012年、ケルトの笛の普及と自身の活動紹介を目的とした「ケルマガ」を創刊。オンラインとライブ会場などで配布。2013年、CD付き教則冊子の1万冊無料配布、同誌台湾中国語版を販売開始。

## 著書
- 『地球の音色 ティン・ホイッスル編(CD付) 改訂版』 2010年、有限会社プロキオン・スタジオ、ISBN 978-4-9904309-5-5
- 『ティン・ホイッスルを吹こう！(CD付)』2013年
- 『譲我們来吹錫口笛！(CD付)』2013年
- 『柳の笛を吹こう！ 柳の笛教本 10の練習曲と25のメロディ(CD付)』2014年
- 『テイバーパイプ独習教本　ひとり楽師の楽しみ(CD付)』2016年
- 『音楽のおくりもの(CD付)』2017年
- 『森の時間 Tiden I Skogen (CD別売)』2017年
- 『The First Tune Book はじめよう！アイリッシュ・セッション(ダウンロード音源付)』2018年
- 『틴휘슬을 불자! (CD付)』2018年
- 『アンサンブルで楽しむティン・ホイッスル曲集 (ダウンロード音源付)』2019年

## CD作品
ソロ・アルバム
- 『縁 -enishi-』　2011年5月18日、BLUE HAT RECORDS、ASIN B004TP3PYK

自身のバンドの作品
- hatao & nami
  - 『Silver Line』2014年
  - 『雨つぶと風のうた』2015年
  - 『森の時間』2017年
  - 『5分間の魔法』2020年
  - 『The Happy Cabin』2025年
- Craic
  - 『how is the Craic?』 2003年
- Butter Dogs
  - 『SKY』 2006年、ASIN B000IFSF18

コンピレーション・アルバム
- GlenCross
  - 『CELTSITTOLKE』 (トラック番号 2、8、13) 2010年、ASIN B0047AIZWY

参加作品
- Rivendell アルバム『Blessing』 （2004年8月10日）
- Rivendell アルバム『AEOLIAN』 （2006年2月22日）
- ザッハトルテ『ポーリー・セット』 （2008年4月16日）
- 今泉仁志『Danny Boy』 （2008年4月25日）
- シャナヒー アルバム『time blue』 （2009年1月25日）
- ザッハトルテ『Tango in Knight』 （2009年6月17日）
- 前田有紀 『永縁』 （2010年4月7日）
- 森山直太朗『やがて』 （2018年8月22日）